# Walter Magnussen
Walter Magnussen ( Hamburg, 1869. április 14. – Bréma, 1946. március 13.) német szecessziós tájképfestő és keramikus, illetve főiskolai tanár Brémában.

## Életrajza

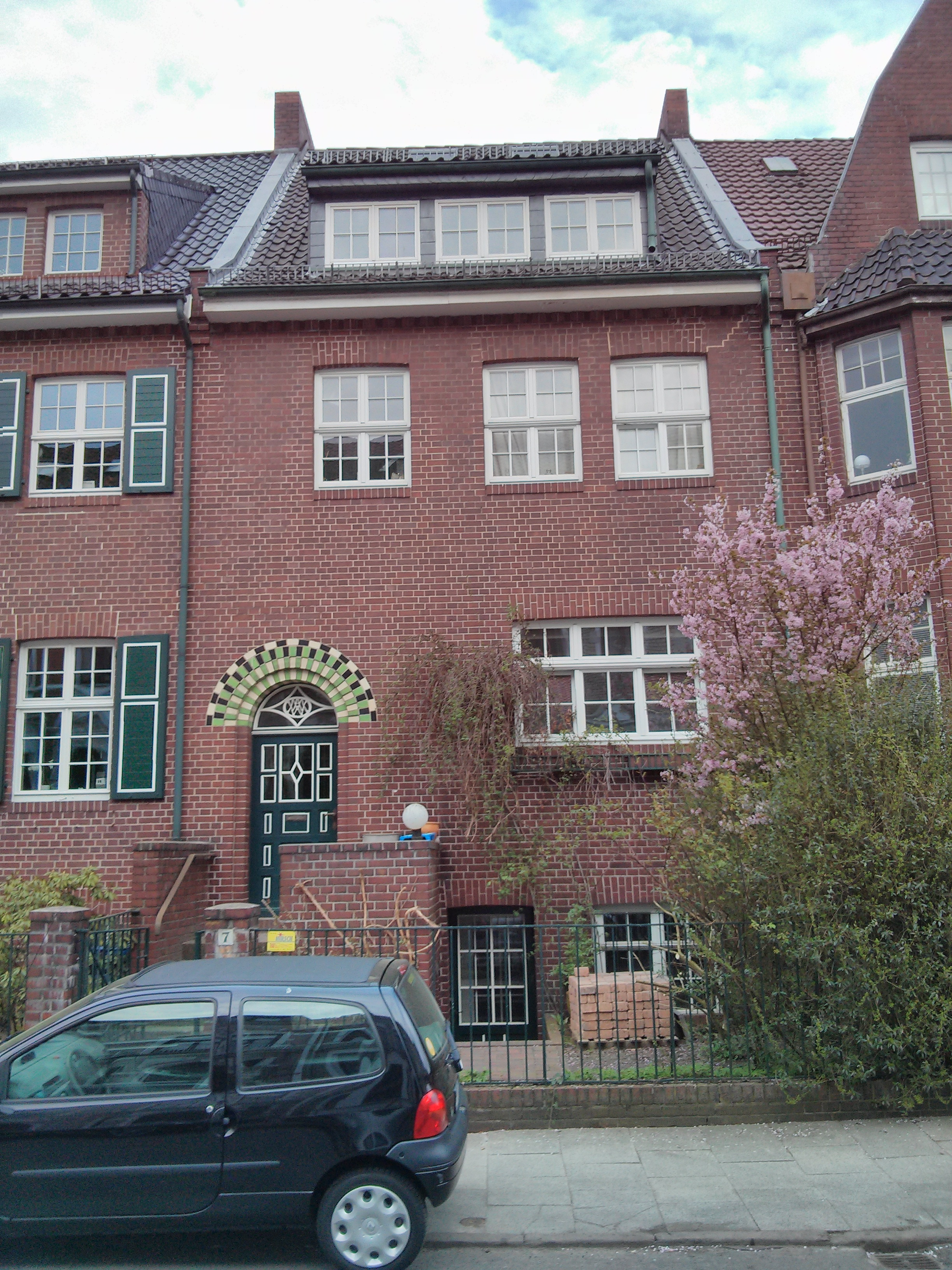
Magnussen háza, Hagenauer Straße 7

Walter Magnussen Christian Carl Magnussen tájképfestő fiaként született, festőként egy oktatónál tanult (abszolvált) festőként és tanárként oktatott egy magániskolában. Grafikusi továbbképzését a müncheni képzőművészeti akadémián folytatta. Leginkább a Jugendstil keramikus műhely iránt érdeklődött. 1901 és 1903 között egy kőfaragó műhelyben dolgozott. 1904-től rajzot, ornamentális díszítést, anatómiát, aktfestést és keramikát a brémai iparművészeti akadémián tanult. Ez időben több cégnek készített rajzokat, mint a brémai Norddeutschen Lloyd és az Egyesült Kézműves Iparművészeti Vállalatnak. 1932-ben nyugdíjba vonult.
A művészi hagyatéka 1998 óta a Focke-Múzeum Bremenben található.

## Családja
Felesége a szabadúszó szobrász, Anna Magnussen-Petersen, szül. Petersen (1871–1940). A párnak két lánya született, Karin (1908–1997) és Hildegard (1910–1985). Karin Magnussen biológus és meggyőződéses nemzetiszocialista Josef Mengelével együttműködve részt vett emberkísérletekben az auschwitzi koncentrációs táborban.

## Müvei
- Seelandschaft, Museumsberg Flensburg
- An der Ammer, Museumsberg Flensburg
- Beim Kapuzinerwirt in Hohen-Schäftlarn, Museumsberg Flensburg
- Schneestudie, Museumsberg Flensburg